# The Amateur Burglar (film 1913)
The Amateur Burglar è un cortometraggio muto del 1913 di genere comico. Il nome del regista non viene riportato nei credit del film, che prodotto dalla Kalem Company, aveva come interpreti Ruth Roland, John E. Brennan, Dick Coburn, Harry DeRoy.

## Trama
I numerosi furti avvenuti nel quartiere mettono in allarme la signora Brown, mentre suo marito cerca di convincerla che non ci sono pericoli. L'uomo, in realtà, con l'aiuto di un suo impiegato, ha in mente di inscenare una falsa rapina in casa così che, quando lui metterà in fuga il ladro, farà bella figura con la moglie che dovrà ammirare il suo coraggio. Peccato che la notte in casa non si presenti per primo il falso ladro, ma un rapinatore vero che non ha nessuna intenzione di farsi malmenare da lui.

## Produzione
Il film fu prodotto dalla Kalem Company.

## Distribuzione
Distribuito dalla General Film Company, il film - un cortometraggio di 150 metri -  uscì nelle sale cinematografiche statunitensi il 15 agosto 1913. Nelle proiezioni, veniva programmato con il sistema dello split reel, accorpato in un'unica bobina con un altro cortometraggio, la commedia The Millionaire and the Goose.